# 吉川智貴
吉川 智貴（よしかわ ともき, 1989年2月3日 - ）は、滋賀県出身のフットサル選手。名古屋オーシャンズ所属。日本代表。ポジションはアラ。

## 経歴
滋賀県立草津東高校卒業後に同志社大学入学。2007年度には関西学生リーグの同志社大学フットサルクラブTREBOLでプレーし、全日本大学フットサル大会で準優勝。2007年から2009年には関西フットサルリーグのfunf bein KYOTOに在籍。
2009年5月にFリーグのバサジィ大分に移籍。2010年にはデウソン神戸に移籍。当初はセカンドチームであるデウソン神戸アスピランチに登録されたが、すぐにトップチームに引き上げられた。2011年に日本代表候補に初選出された。

### 名古屋オーシャンズ
2012年に名古屋オーシャンズに移籍。2年目の2013-14シーズンから2シーズンの間キャプテンを務めた。全日本フットサル選手権大会 PUMA CUP2013では優勝して最優秀選手に選出。2013年3月にはスペイン遠征に参加。2014年には2014 AFCフットサル選手権に出場して優勝。2014年7月20日のバルドラール浦安戦後にはピッチ上でモデルのまゆりに公開プロポーズを行い、その後吉川は森岡薫から熱いキスを受けた。
2015年3月にはスペイン1部・マグナ・グルペアの練習に参加。2015-16シーズンは名古屋で13試合出場3得点を記録。7月14日、8月10日から2年間の契約でマグナ・グルペアにレンタル移籍することが発表された。マグナ・グルペアにはペドロ・コスタやシンビーニャが在籍していたことがある。

### マグナ・グルペア
モデルの妻を日本においてスペインには単身赴任した。2015-16シーズンのレギュラーシーズンは29試合（先発2・途中27）、シーズン合計では31試合に出場。チームはレギュラーシーズンに6位となり、プレーオフでは初戦のエルポソ・ムルシアFS戦に勝利してベスト4となった。好きなスペイン料理はハムやチョリソ。
2016年7月には名古屋オーシャンズの一員として、一大会限定でAFCフットサルクラブ選手権2016に出場。グループリーグ初戦のヴィック・ヴァイパーズ戦、準決勝のディバ・アル・ヒスンSC戦、決勝のナフィト・アル・ワサトSC戦で得点し、準々決勝のタシサット・ダリアエイFSC戦・決勝のナフィト・アル・ワサト戦ともにPK戦では2人目のキッカーとしてPKを成功させた。チームとしては3度目、自身2度目の優勝を飾った。

## 所属クラブ
サッカー
- fosta FC
- 2004年-2006年 滋賀県立草津東高校サッカー部[10]

フットサル
- 2007年  同志社大学フットサルクラブTREBOL[11]（関西大学リーグ）
- 2007年-2009年  funf bein KYOTO（関西リーグ）
- 2009年-2010年  バサジィ大分（Fリーグ）
- 2010年-2012年  デウソン神戸（Fリーグ）
- 2012年-  名古屋オーシャンズ（Fリーグ）

2015年8月-2017年→ マグナ・グルペア（レンタル移籍）

## タイトル
名古屋オーシャンズ
- AFCフットサルクラブ選手権(2) : 2014, 2016
- Fリーグ(2) : 2012-13、2013-14
- 全日本選手権 PUMA CUP(1) : 2013
- Fリーグ オーシャンアリーナカップ(3) : 2012、2013、2014

日本代表
- AFCフットサル選手権(1) : 2014

## 個人成績
| 国内大会個人成績 | 国内大会個人成績 | 国内大会個人成績 | 国内大会個人成績 | 国内大会個人成績 | 国内大会個人成績 | 国内大会個人成績 | 国内大会個人成績 | 国内大会個人成績 | 国内大会個人成績 | 国内大会個人成績 | 国内大会個人成績 |
| 年度             | クラブ           | 背番号           | リーグ           | リーグ戦         | リーグ戦         | リーグ杯         | リーグ杯         | オープン杯       | オープン杯       | 期間通算         | 期間通算         |
| 年度             | クラブ           | 背番号           | リーグ           | 出場             | 得点             | 出場             | 得点             | 出場             | 得点             | 出場             | 得点             |
| 日本             | 日本             | 日本             | 日本             | リーグ戦         | リーグ戦         | オーシャン杯     | オーシャン杯     | 全日本選手権     | 全日本選手権     | 期間通算         | 期間通算         |
| ---------------- | ---------------- | ---------------- | ---------------- | ---------------- | ---------------- | ---------------- | ---------------- | ---------------- | ---------------- | ---------------- | ---------------- |
| 2009-10          | 大分             | 19               | Fリーグ          | ??               | ?                |                  |                  |                  |                  |                  |                  |
| 2010-11          | 神戸             | 15               | Fリーグ          | ??               | ?                |                  |                  |                  |                  |                  |                  |
| 2011-12          | 神戸             | 15               | Fリーグ          | 25               | 13               |                  |                  |                  |                  |                  |                  |
| 2012-13          | 名古屋           | 15               | Fリーグ          | 21               | 11               |                  |                  |                  |                  |                  |                  |
| 2013-14          | 名古屋           | 15               | Fリーグ          | 30               | 12               |                  |                  |                  |                  |                  |                  |
| 2014-15          | 名古屋           | 15               | Fリーグ          | 31               | 8                |                  |                  |                  |                  |                  |                  |
| 2015-16          | 名古屋           | 15               | Fリーグ          | 13               | 3                |                  |                  |                  |                  |                  |                  |
| 2015-16          | マグナ・グルペア |                  | スペイン1部      | 29               | ?                |                  |                  |                  |                  |                  |                  |
| 2016-17          | マグナ・グルペア |                  | スペイン1部      |                  |                  |                  |                  |                  |                  |                  |                  |
| 2017-18          | 名古屋           | 15               | Fリーグ          |                  |                  |                  |                  |                  |                  |                  |                  |
| 2018-19          | 名古屋           | 15               | Fリーグ          |                  |                  |                  |                  |                  |                  |                  |                  |
| 2019-20          | 名古屋           | 15               | Fリーグ          |                  |                  |                  |                  |                  |                  |                  |                  |
| 2020-21          | 名古屋           | 15               | Fリーグ          |                  |                  |                  |                  |                  |                  |                  |                  |
| 通算             | 日本             | 日本             | Fリーグ          | 175              | 56               |                  |                  |                  |                  |                  |                  |
| 通算             | 日本             |                  |                  |                  |                  |                  |                  |                  |                  |                  |                  |
| 総通算           |                  |                  |                  |                  |                  |                  |                  |                  |                  |                  |                  |